# Девід Макдоннелл
Де́від Макдо́ннелл (англ. David (Dave) McDonnell нар.11 жовтня 1971) — ірландський колишній професіональний снукерист. Мешкає в місті Чарльтон, Англія.

## Кар'єра
Розпочав професійну 1991 році, і в дебютному сезоні вийшов до 1/16 чемпіонату Великої Британії. Грав в мейн-турі у 1991-97, 1998-99, 2000—2002, 2004—2006 роках. В останні роки своєї професійної кар'єри Макдоннелл виступав за Ірландію, хоча до цього мав англійське громадянство.
Девід Макдоннелл відомий тим, що йому вдалося зробити всього лише 16-й максимальний брейк за всю історію снукера (вересень 1994 року, 4-й кваліфікаційний раунд British Open 1995). Він також багато разів досягав фінальних стадій рейтингових турнірів, а найкращим його результатом стала 1/8 фіналу Scottish Open 2001 (в 1/16 він тоді переміг Стівена Лі).
Найкращий офіційний рейтинг Макдоннелла — 79-й (сезон 2005/06).